# Décaméron
Pour les articles homonymes, voir Décaméron (homonymie).
Le Décaméron (Il Decameron ou Decameron) est un recueil de cent nouvelles écrites en italien (florentin) par Boccace entre 1349 et 1353.

## Titre
Le mot Décaméron vient du grec ancien δέκα / déka (« dix »), et ἡμέρα / hêméra (« jour ») ; littéralement, c'est donc le « livre des dix journées ».

## Résumé

### Proême
Le Décaméron s'ouvre par un bref prodrome (proemio), préambule dans lequel l'auteur parle en son nom propre. On y apprend que, mystérieusement guéri d'un amour obsédant, il a  décidé de consacrer un peu de son temps aux plaisirs d'un lectorat principalement féminin.

### Première journée
La première journée est précédée d'une description de la peste et du récit de la rencontre fortuite des narrateurs des nouvelles.

#### Peste
La première journée commence par une longue introduction dans laquelle Boccace décrit de manière saisissante les ravages effroyables de la peste noire qui a atteint Florence en 1348 et l'impact de l'épidémie sur toute la vie sociale de la cité.

« Combien de vaillants hommes, que de belles dames, combien de gracieux jouvenceaux, que non seulement n'importe qui, mais Galien, Hippocrate ou Esculape auraient jugés en parfaite santé, dînèrent le matin avec leurs parents, compagnons et amis, et le soir venu soupèrent en l'autre monde avec leurs trépassés. »

— Boccace, Le Décaméron, Première journée.

#### Première nouvelle
Maître Cepparello trompe un saint frère par une fausse confession, puis il meurt et, alors que durant toute son existence il s'est comporté comme le pire des hommes, il passe une fois mort pour un saint et on l'appelle saint Ciappelletto.

### Formation de la «brigade»
Alors que Florence est décimée, un mardi matin, sept jeunes femmes (amies, parentes ou voisines) de la haute société florentine se trouvent par hasard réunies en l'église Sainte Marie Nouvelle presque déserte. Alors que l'office religieux s'achève, les paroissiennes se mettent à bavarder. Boccace indique qu'il pourrait donner leur nom exact, mais afin de dissimuler leur identité par prudence, il a choisi de leur attribuer des noms d'emprunt. Il y a là :
1. Pampinée (Pampinea), 28 ans, la plus âgée du groupe ;
2. Flammette (Fiametta) ;
3. Philomène (Filomena) ;
4. Émilie (Emilia) ;
5. Laurette (Lauretta) ;
6. Néiphile (Neifile) ;
7. Élissa (Elissa), 18 ans, la plus jeune.

Évoquant la situation sanitaire, Pampinée lance l'idée de se retirer hors de la ville pour protéger à la fois leur santé et leur réputation. Alors que toutes approuvent l'idée, Philomène, « qui était fort sensée », précise Boccace, fait valoir le danger à laisser leur société sans homme pour les régir. Et la jeune Élissa d'appuyer :

« Assurément, les hommes sont les chefs des femmes, et s'ils n'y mettent bon ordre par eux-mêmes nos entreprises ont peu de chances de connaître une fin louable ; mais comment voulez-vous que nous trouvions ces hommes ? Chacune de nous sait bien que la majeure partie des siens sont morts, et que ceux qui sont encore en vie, regroupés çà et là, sans que nous sachions où, en plusieurs compagnies, s'en vont fuyant ce que nous cherchons nous aussi à fuir ; prendre des étrangers ne serait pas convenable. De ce fait, si nous avons souci de notre salut, il nous convient de nous arranger et de prendre nos dispositions pour ne pas voir, alors que nous partons pour notre agrément et notre repos, l'ennui s'ensuivre ou la discorde. »

— Boccace, Le Décaméron, Première journée.
Sur ces entrefaites entrent dans l'église trois jeunes gens élégants « dont le cadet n'avait pas moins de 25 ans » :
1. Pamphile (Panfilos) ;
2. Philostrate (Filostratos) ;
3. Dionée (Dioneo).

Les jeunes femmes mettent les garçons au courant de leur projet. Le premier instant de surprise passé, ceux-ci acceptent de les accompagner (d'autant plus volontiers que l'un d'entre eux aimait Néiphile, précise Boccace).
Pampinée est désignée « reine » de la journée et organise le départ. Les domestiques des uns et des autres sont mis à contribution pour assurer l'intendance (cuisine, valets de chambre, etc.)
Le lendemain, mercredi, quittant Florence au point du jour, la brigade se réfugie dans une campagne idyllique à deux milles à peine. Boccace dépeint le lieu comme un paradis terrestre : « Ce lieu était situé sur une montagnette, de tous côtés à l'écart de nos routes […] en haut de la colline s'élevait un palais […] il y avait de petits prés alentour, des jardins merveilleux, des puits aux eaux très fraîches ». La Nature est omniprésente dans le récit et occupe une place centrale pour les personnages ; il est fait mention d'« oiseaux chanteurs, épars sur les vertes ramures », d'« herbes mouillées de rosée », d'une « vaste plaine sur la rosée des herbes », ainsi que d'une « guirlande de laurier » dans « le délectable jardin ».
Chaque jour nouveau débute par un lever de soleil poétique et coloré : « L'aurore déjà de vermeille qu'elle était, à l'apparition du soleil, devenait orangée » ou encore « tout l'orient blanchissait » (introductions à la Troisième journée et à la Cinquième journée). On voit en cette nature un univers protecteur où chacun peut trouver le repos de l'âme. Cet univers paisible forme un contraste prononcé avec l'atmosphère infectieuse de la ville contaminée par les épidémies.
La précision des descriptions qui en sont faites dans certains passages rapproche le Décaméron du traité médical : « la propriété de la maladie en question fut de se transformer en taches noires ou livides qui apparaissaient sur les bras, sur les cuisses » ; « presque tous […] dans les trois jours suivant l'apparition des signes mentionnés […] trépassaient » (Introduction à la Première journée).
La confrontation de ces deux aspects opposés que sont l'insouciance de quelques jeunes gens dans un jardin en fleurs et une population décimée par la peste noire, est un exemple de la figure de style dénommée antithèse. C'est, par ailleurs, l'une des tournures majeures du Décaméron.

## Règles du jeu

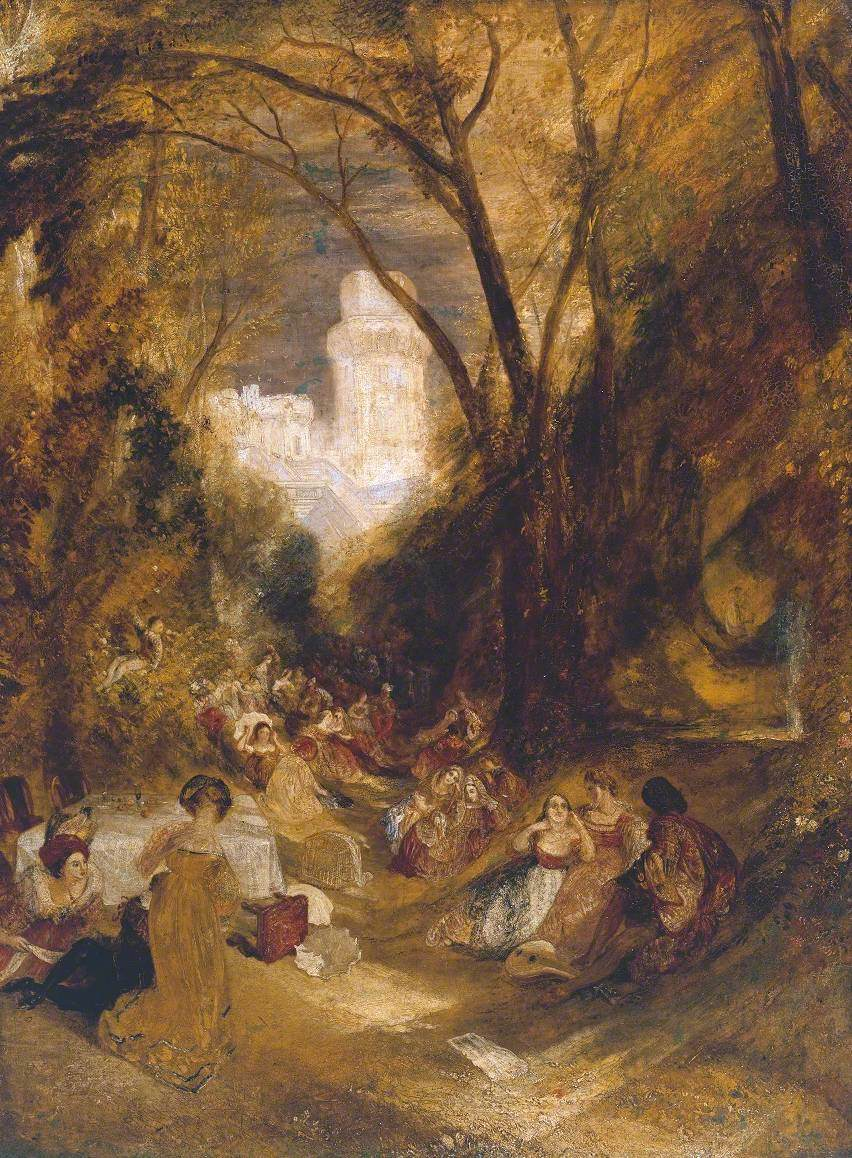
Boccace racontant le conte de la cage aux oiseaux
William Turner, 1828
Tate Britain, Londres

Pour se divertir, les personnages instaurent une règle selon laquelle chacun devra raconter quotidiennement une histoire illustrant le thème choisi par le roi ou la reine de la journée. Le premier et le neuvième jour, pour varier, ont un thème libre. Ainsi, dix jeunes gens, narrant chacun une nouvelle pendant dix jours, produisent un total de cent nouvelles. Le titre de l'œuvre indique d'ailleurs cette prééminence du nombre 10 puisque déca signifie 10. Ils se réunissent tous les jours sauf le vendredi et le samedi pour raconter tour à tour une histoire sur le thème choisi la veille.

## Organisation des journées
Boccace obéit à un cadre structurel précis. Chaque journée est introduite par un court paragraphe qui situe l'action et précise l'identité du roi ou de la reine. Généralement, le roi choisit un thème qui sera développé dans les récits des protagonistes. En outre, chaque journée est introduite par un court résumé qui donne le plan de son déroulement, juste avant la narration des nouvelles proprement dites.
- Premier jour : reine — Pampinée : « Où l'on parle de ce qui sera le plus agréable à chacun. »
- Deuxième jour : reine — Philomène : « Où l'on parle de ceux qui, tourmentés par le sort, finissent au-delà de toute espérance par se tirer d'affaire. »
- Troisième jour : reine — Neifile : « Où l'on parle de ceux qui, par leur ingéniosité, ont obtenu ce qu'ils voulaient, ou ont retrouvé ce qu'ils avaient perdu. »
- Quatrième jour : roi — Philostrate : « Où l'on parle de ceux qui eurent des amours se terminant par une fin tragique. »
- Cinquième jour : reine — Flamette : « Où l'on parle des fins heureuses terminant des amours tragiques. »Le jardin de la Villa Schifanoia à Fiesole près de Florence.

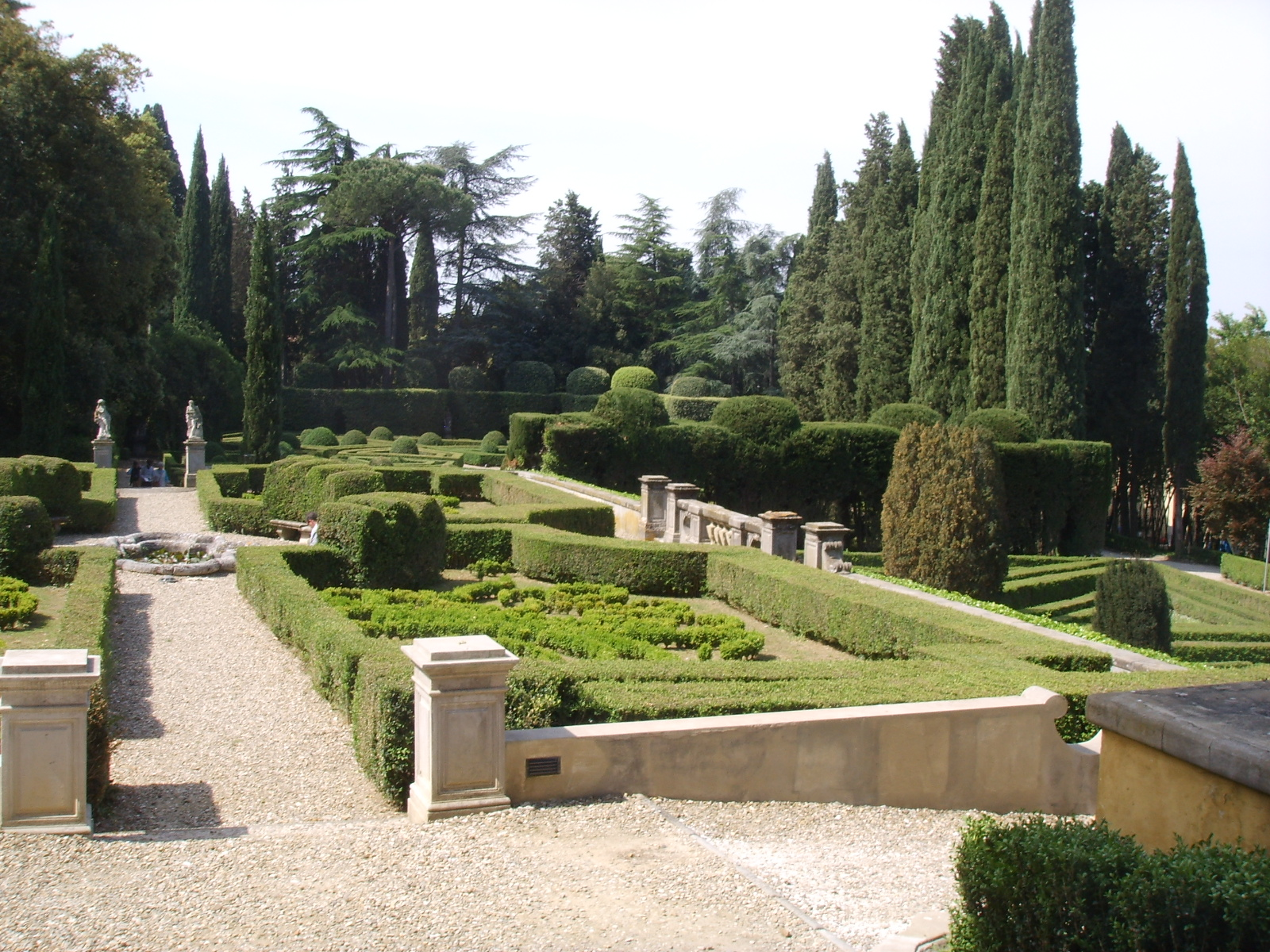
Le jardin de la Villa Schifanoia à Fiesole près de Florence.

- Sixième jour : reine — Elissa : « Où l'on parle de ceux qui évitent dommage, danger ou honte par l'usage d'une prompte réplique. »
- Septième jour : roi — Dionée : « Où l'on parle des tours que les femmes, poussées par amour ou pour leur salut, ont joué à leurs maris, conscients ou non. »
- Huitième jour : reine — Laurette : « Où l'on parle des tours que les femmes jouent aux hommes et vice versa, ou que les hommes se jouent entre eux. »
- Neuvième jour : reine — Émilie : « Où chacun parle de ce qui lui est le plus agréable. »
- Dixième jour : roi — Pamphile : « Où l'on parle de tous ceux qui agirent en amour ou autre circonstance avec libéralité ou magnificence. »

## Introduction à la quatrième journée

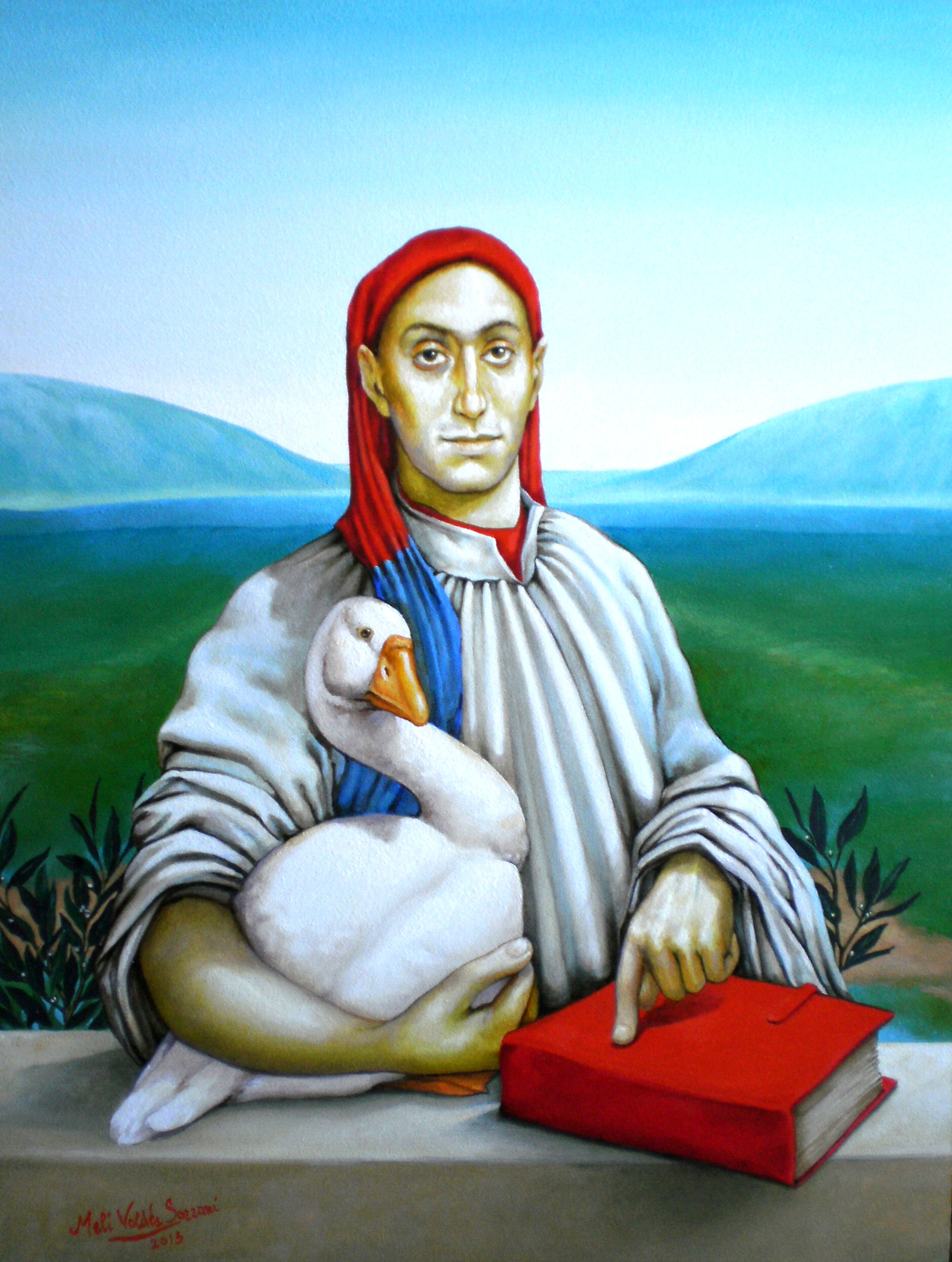
Quatrième jour, Apologo delle Papere.

Cette introduction est quelquefois considérée comme la cent-unième nouvelle de l'œuvre.
Les nouvelles racontées pendant la quatrième journée sont précédées d’une longue introduction, un texte séparé dans lequel Boccace prend la parole à la première personne. Le propos de Boccace est de réfuter les détracteurs et les censeurs qui pourraient critiquer d'une part son usage d’une langue vernaculaire, d'autre part le caractère immoral de l’œuvre.
Cette introduction à la quatrième journée est connue comme l'apologo delle papere ou comme la novella delle papere (nouvelle des oies). Pour illustrer sa position sur la place de l’éros dans la construction de la société civile, Boccace raconte l’histoire d’un vieil homme, Filipo Balducci, et de son fils, qui vivent isolés dans la campagne de Florence. Quand, au cours d’un voyage à la ville, le fils découvre pour la première fois l’existence des femmes, son père essaie de le protéger en lui disant que ce sont des oies (Elle si chiamano papere). Mais c’est en vain, et le père se rend compte que la nature est plus puissante que l’intelligence (E sentì incontanente piú aver di forza la natura che il suo ingegno).

## Thèmes de l'œuvre
- Si vous ne connaissez pas le sujet, laissez ce bandeau (vous pouvez alors contacter les auteurs).
- Si vous supprimez le contenu mis en cause (vous pouvez préalablement contacter les auteurs),

argumentez précisément cette suppression dans la page de discussion
(un manque de référence n'est pas un argument ; une recherche réelle de référence doit avoir été effectuée, être formellement documentée).

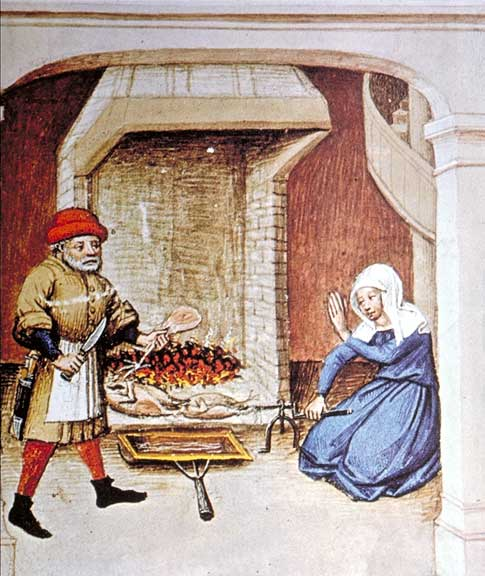
Illustration d'une édition flamande de 1432

Chaque histoire met en scène des personnages tirés de la réalité contemporaine (marchands, notaires, banquiers, artisans, gens du peuple, paysans installés à la ville etc., mais on rencontre aussi des rois, des chevaliers, des personnages de l'histoire) au moyen de registres variés (comique, pathétique, tragique, héroïque, grotesque, picaresque...). Boccace se concentre donc sur l'être humain, son comportement et ses capacités qui lui permettent de s'adapter aux aléas de la vie et d'en abattre les obstacles. La plupart des personnages font peu de cas des valeurs morales de l'Église, leur préférant le bon sens et l'initiative personnelle pour se sortir des situations difficiles. Ce tableau est aussi le reflet de la nouvelle société bourgeoise de l'époque, dont les valeurs pratiques l'emportent sur l'ordre ancien, chevaleresque et aristocratique. Le comportement des dix conteurs, empreint d'élégance et de courtoisie fondée sur la dignité, le bon goût et le respect, est aussi l'occasion pour Boccace de tracer une esquisse d'un idéal de vie.
Les nouvelles traitent principalement du thème de l'amour aussi bien courtois que vulgaire. La plupart du temps, Boccace en profite pour prendre la défense des femmes. Il montre que leur meilleure arme est la parole, qu'elles savent exploiter correctement. Ici, la question de leur place est cruciale. En effet, la plupart des nouvelles mettent en scène le monde féminin. Cependant, Boccace peut faire preuve d'une vision dépréciative à leur égard ; certaines nouvelles sont de véritables critiques de leur attitude. Par exemple, la septième nouvelle de la huitième journée raconte la vengeance d'un écolier sur une veuve qui lui a joué un mauvais tour. L'écolier en profite pour faire une longue critique du comportement de certaines dames.
On assiste aussi dans ces récits, considérés comme les premières nouvelles de la littérature européenne, à l'émergence d'une nouvelle classe sociale : une bourgeoisie commerçante et éclairée.
Plus précisément chaque journée est dédiée à un thème en particulier annoncé dans l'introduction qui commence le récit :
En examinant les thèmes des dix jours, et surtout en lisant les nouvelles, on peut comprendre qu’y sont représentés d'autres thèmes, autant importants que l'amour, la courtoisie, l'intelligence, la fortune (et leur contraires).
Boccace, dans l'Introduction, dédie son livre aux femmes. Il traite différents types de situations amoureuses. Tout d'abord, l'amour purement charnel, voire vulgaire, s'inspirant des fabliaux du Moyen Âge. Dans la quatrième nouvelle de la première journée, un abbé cède au péché de chair avec une jeune fille, juste après avoir condamné un moine qui venait de coucher avec cette même fille : « quelque vieux qu'il fût, soudainement et d'aussi cuisante manière que son jeune moine il ressentit à son tour les aiguillons de la chair ». Dans ce genre d'amour grivois, ce ne sont pas seulement les hommes qui recherchent le désir charnel : « La jeune fille, qui n'était ni de fer ni de diamant, se plia fort aisément aux vouloirs de l'abbé. » Ensuite, nous trouvons l'amour malheureux. Dans la conclusion de la troisième journée, le roi du jour est désigné, ainsi que le sujet sur lequel ils devront raconter des histoires : « Aussi me plaît-il que l'on ne devise pas demain d'une autre matière que de ce qui ressemble le plus à mon sort, à savoir DE CELLES ET DE CEUX DONT LES AMOURS CONNURENT UNE FIN MALHEUREUSE. » La première nouvelle de cette journée en est un exemple flagrant. Apprenant que son amant est mort, une jeune fille se suicide. avant de se donner la mort, elle dit : « Ô mon cœur bien aimé, je t'ai rendu tous les offices dont je devais m'acquitter envers toi; il ne me reste plus autre chose à faire que m'en aller tenir avec mon âme compagnie à la tienne. » D'autre part, Boccace traite aussi d'histoires d'amour difficiles qui ont tout de même une fin heureuse. La deuxième nouvelle de la cinquième journée raconte l'histoire d'une femme qui croit son amant mort et qui finalement le retrouve vivant : « Quand la jeune fille le vit, il s'en fallut de peu qu'elle ne mourut de joie [...] au triste souvenir de ses infortunes passées autant que sous le poids de son bonheur présent, sans pouvoir dire la moindre chose elle se mit tendrement à pleurer. » Puis, nous trouvons l'amour adultérin, notamment dans la cinquième nouvelle de la septième journée : « Déguisé en prêtre, un jaloux confesse sa propre femme ; celle-ci lui fait accroire qu'elle aime un prêtre qui vient la trouver toutes les nuits. Du coup, tandis que le jaloux monte la garde en cachette à sa porte, la dame fait venir son amant par le toit et se donne du bon temps avec lui. » À l'opposé de l'amour trompé, Boccace évoque l'amour courtois. Dans la sixième nouvelle de la dixième journée, un vieux roi épris d'une jeune fille, décide finalement de la marier ainsi que sa sœur à des jeunes hommes. Le roi raisonnable se rend compte de son erreur : « le roi donc se résolut néanmoins à marier les deux jeunes filles [...] comme les siennes propres. » Boccace ne fait donc pas dans son œuvre un éloge d'un amour particulier, mais décrit toutes les formes d'amour possibles.
À travers son œuvre, Boccace nous livre également une véritable satire des mœurs du clergé qu'il accuse des plus grands vices. Dès la deuxième nouvelle de la première journée, l'auteur, par le biais de Néiphile, affiche nettement son anticléricalisme lorsqu'il décrit les habitudes douteuses des membres de l'Église. Cette nouvelle raconte ainsi l'histoire d'un marchand juif qui, poussé à se convertir par un ami catholique, part à Rome pour y observer le mode de vie des religieux. Se déclenche alors une longue diatribe contre les membres du clergé qui « le plus déshonnêtement du monde », péchaient par luxure, selon les voies naturelles, ou même sodomitiques, sans aucun frein de remords ou de vergogne ». Mais Boccace ne s'arrête pas là. Par le biais de Dionée, dans la quatrième nouvelle de la première journée, il dénonce les relations sexuelles entre certains membres du clergé et une jeune fille. Un vieil abbé surprend ainsi un jeune moine goûter aux plaisirs de la chair avec « une belle mignonnette » dans sa cellule. Décidé à le punir, il succombe lui aussi à la tentation. Les deux hommes deviennent alors complices « et tout laisse à penser que par la suite ils la firent plus d'une fois revenir. » L'auteur dénonce plus tard dans la sixième nouvelle de cette même journée la perversion, l'avarice et la bêtise des inquisiteurs à travers l'histoire d'Émilie. Dès le début de la nouvelle est soulignée « la malfaisante hypocrisie des religieux » que par la suite l'auteur illustre en désignant la corruption comme étant « un remède très curatif contre les maladies comme l'avarice pestilentielle des clercs ». Ainsi l'auteur ne manque-t-il pas de condamner et de tourner en dérision les membres du clergé. De tels propos, accompagnés d'un aspect licencieux dans certaines nouvelles, ont conduit plus d'un siècle plus tard à la censure de l'œuvre par les Papes Paul IV et Pie IV, mais celle-ci entretemps s'était déjà largement diffusée.

## Réactions
L'œuvre de Boccace semble avoir rapidement déclenché des réactions violentes. En effet, alors qu'elle est encore inachevée, l'auteur essuie des critiques lui reprochant sa « philogynie », ce qui consiste à confondre les femmes avec les Muses. Dans l'introduction à la quatrième journée, Boccace répond ouvertement à cette polémique : « En m'adressant à ceux qui m'assaillent ». Il va ainsi revendiquer ce phénomène de « philogynie » dont il fait preuve. Cette justification de l'auteur se retrouve jusque dans les dernières pages de l'œuvre, dans la « Conclusion de l'auteur » où il soutient sa position.

## Postérité

### En littérature

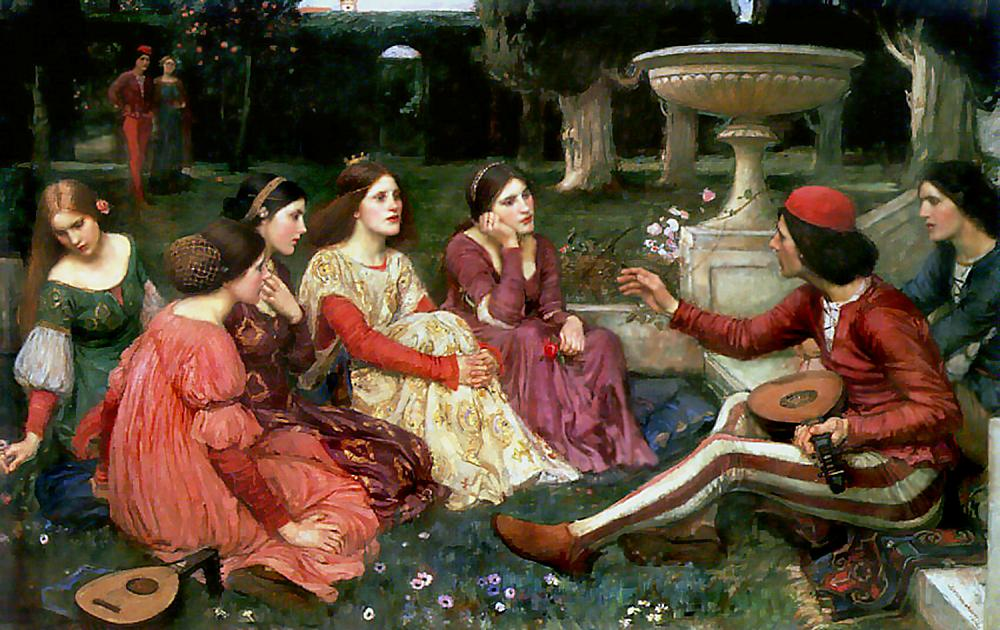
Un conte du Décaméron par John William Waterhouse, 1916, Lady Lever Art Gallery, Port Sunlight.

La nouvelle est un genre littéraire tout à fait inédit à l'époque de l'auteur. Issu du latin novellus lui-même dérivé de novus (nouveau), le terme même de « nouvelle » fait écho au caractère innovant du genre et renvoie aujourd'hui à une structure complexe dont les récits du Décaméron constituent un modèle. Ces récits puisent leur matière dans diverses sources comme les anecdotes latines et toscanes, les récits occitans et orientaux et les fabliaux. Nous pouvons noter l'influence importante de l'exemplum, genre rhétorique latin où l'orateur cherche à convaincre son auditoire en utilisant un exemple de type historique et véridique. La définition précise du genre de la nouvelle est encore balbutiante à l'époque de Boccace ; on peut cependant en dégager certaines caractéristiques à partir de son œuvre. Il s'agit d'un récit bref avec une relative unicité de point de vue ; l'action est simple et dépourvue de multiples péripéties ; le décor est lui aussi simple et ne fait pas l'objet de descriptions élaborées. Les personnages sont peu nombreux, typés et le plus souvent sans profondeur psychologique. L'utilisation des types participe de la brièveté du genre et permet le développement d'une vérité générale non moralisante à partir de l'intrigue racontée.
Les premières nouvelles écrites ne sont ni merveilleuses, ni fantastiques, mais réalistes. Néanmoins, les caractéristiques du genre évoluent considérablement au cours des siècles puisque plusieurs auteurs, tant de langue italienne que française, se sont inspirés de cette œuvre de Boccace. L'Heptaméron de Marguerite de Navarre en est la plus fidèle reprise en littérature française. Christine de Pizan restructure souvent des contes du Décaméron dans La Cité des dames, sans oublier Les Contes de Canterbury de Chaucer (1380) et les Cent nouvelles nouvelles (1461). Moderata Fonte dans Le Mérite des femmes reprend aussi des éléments du Décaméron, mais en les adaptant : les sept femmes sont présentes mais les hommes sont exclus et le lieu de la discussion, un jardin vénitien, s'inspire des lieux de la campagne où se déroule l'action du Décaméron. En langue alémanique, le Rollwagenbüchlin, de 1555, est un livre de l'écrivain alsacien Jörg Wickram, qui est basé sur les histoires que peuvent se raconter les passagers d'une diligence pour passer le temps et reprend le principe du Décaméron.
Le Décaméron lance alors une mode européenne dans le domaine littéraire, qui connaîtra son apogée pendant la Renaissance ainsi qu'au XIXe siècle. Les Cent Contes drolatiques d'Honoré de Balzac (1832-1837) en sont une réminiscence que l'auteur revendique, et avec laquelle plusieurs universitaires ont fait le rapprochement. Giovanni Papini utilise également ce principe d'histoires dans l'histoire avec son roman Gog où l'on suit les aventures et rencontre du personnage principal à travers de courts extraits d'un journal intime.

### Traductions françaises
Le Décaméron a été très tôt adapté en français. Une première fois dans les années 1415 (depuis une version latine et non italienne) par Laurent de Premierfait. D'abord sous forme de manuscrits puis imprimé (avec de nombreuses modifications) dès 1485 sous différents titres : Livre de cent nouvelles ; Bocace des cent nouvelles ou Le Livre Cameron autrement surnommé le prince Galliot.
Il a ensuite été retraduit par Antoine Le Maçon, secrétaire de Marguerite de Navarre en 1545.

### En musique
Le Decameron a été mis en musique par de nombreux musiciens, surtout florentins. Parmi eux, Gherardello da Firenze, mort en 1362 ou 1364, Lorenzo Massii, appelé aussi Massini, mort en 1397, organiste aveugle de San Lorenzo . Ils pratiquent essentiellement la Ballate monodique relevant de l'Ars Nova, issue de la canzone populaire. Vers la fin du XIVe siècle, cependant, la ballate devient polyphonique, mais le plus souvent à deux voix, avec la traditionnelle chanson amoureuse à la donna du poète, ou, de façon plus réaliste, un récit tel Io son un pellegrin, tout cela relevant de ce qu'on appelle poesia per musica.
Esther Lamandier a enregistré des ballates monodiques extraites du Decameron mis en musique, accompagnée par l'orgue portatif, la harpe, le luth et la vièle. L'enregistrement a été publié chez Astrée et porte le numéro E 57706 AD O45. Il est accompagné d'une introduction explicative signée par Nanie Bridgman.

### Au cinéma
- Il inspirera aussi le cinéma italien avec Pasolini, principalement à travers Le Décaméron (1971).
- Boccace 70 s'inspire des nouvelles de Boccace.
- Medieval Pie : Territoires vierges (2008) adapte le Décaméron sous la forme d'une comédie romantique.
- Contes italiens (Maraviglioso Boccaccio) (2015) des frères Paolo et Vittorio Taviani reprend cinq des nouvelles du livre de Boccace.
- The Little Hours (2017) de Jeff Baena qui s'inspire de la troisième journée du Décaméron, avec le personnage de Masetto qui se fait passer pour muet et devient jardinier d’un couvent de nonnes qui finissent toutes par coucher avec lui.
- Le Décaméron (2024) : série télévisée américaine de comédie noire médiévale créée par Kathleen Jordan, diffusée depuis le 25 juillet 2024 sur Netflix. Il s'agit d'une adaptation libre de l'œuvre de Boccace.
- La Chambre obscure (2000) : un film dramatique français réalisé par Marie-Christine Questerbert.

### En peinture
Sandro Botticelli a illustré le Décaméron par quatre tableaux consacrés à L'Histoire de Nastagio degli Onesti. Trois de ces œuvres sont exposées au musée du Prado à Madrid, la quatrième est au palais Pucci de Florence.
Le peintre belge Gustave Wappers réalise en 1849 le tableau Boccace lisant le Décaméron à la reine Jeanne de Naples.

Apollonio di Giovanni, Histoires d'Alatiel (Banquet nuptial), 1424, Musée Correr
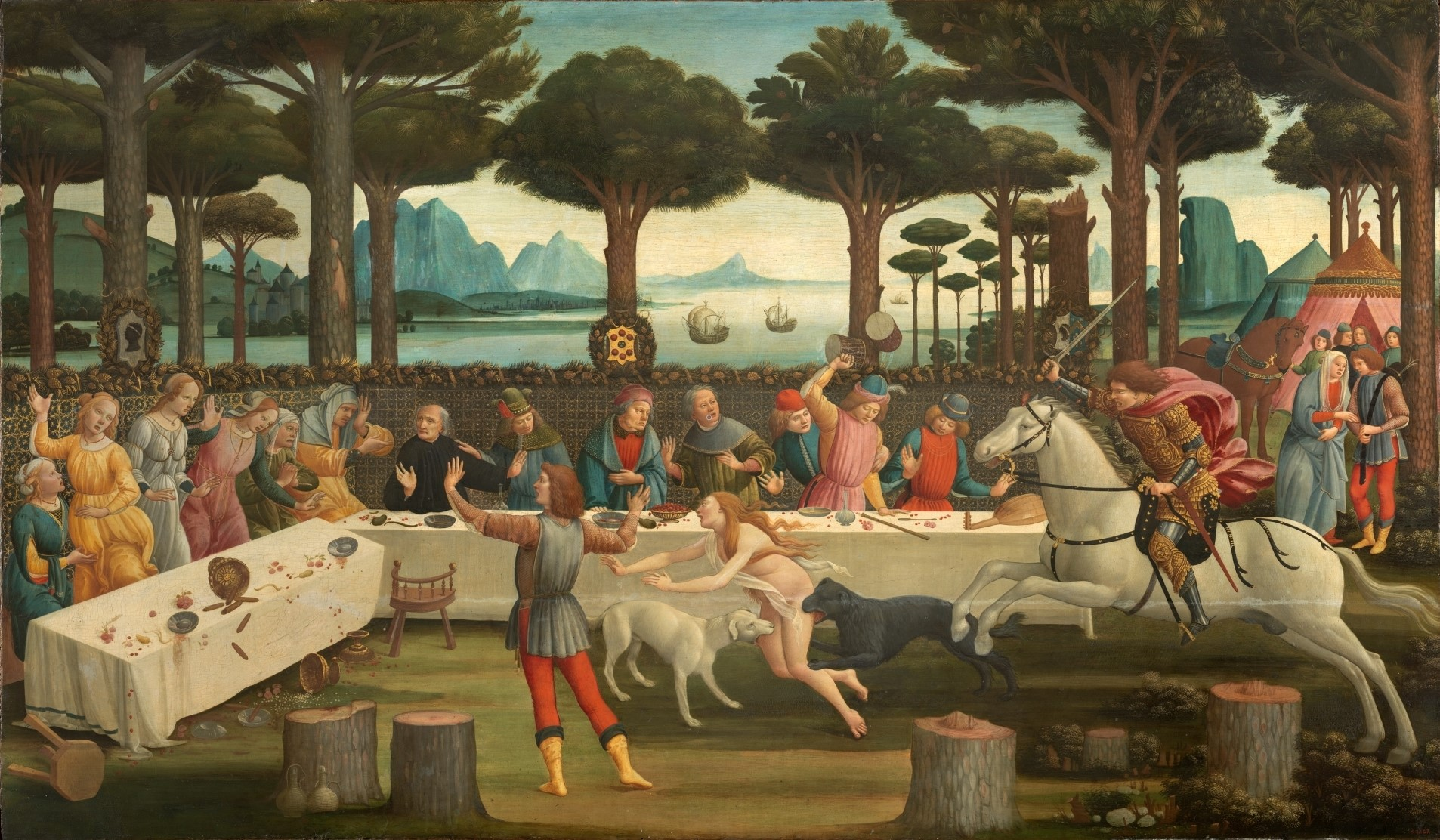
Sandro Botticelli, Nastagio degli onesti, v.1483, Musée du Prado.
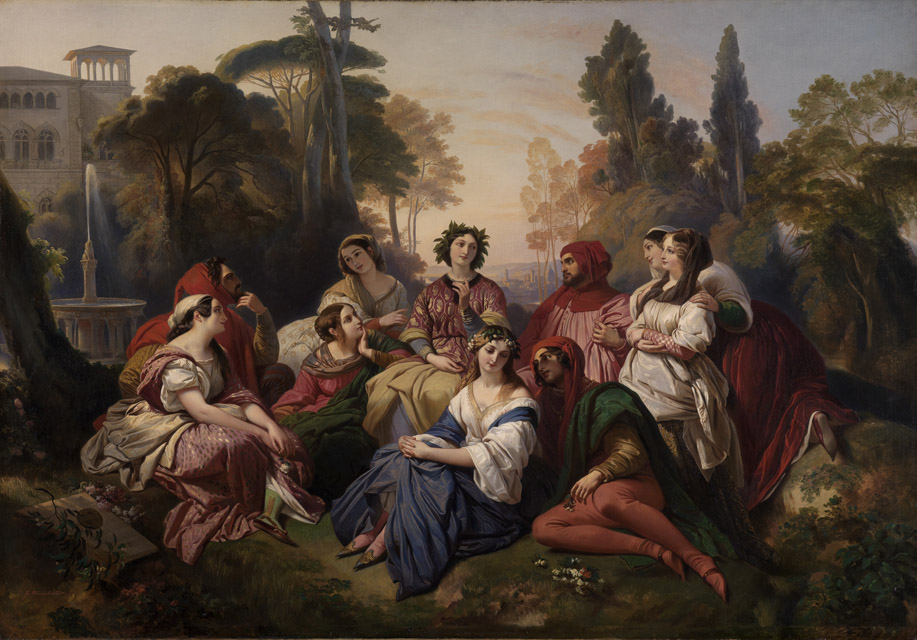
François-Xavier Winterhalter, Le Décaméron, 1837, Staatliche Kunsthalle Karlsruhe.
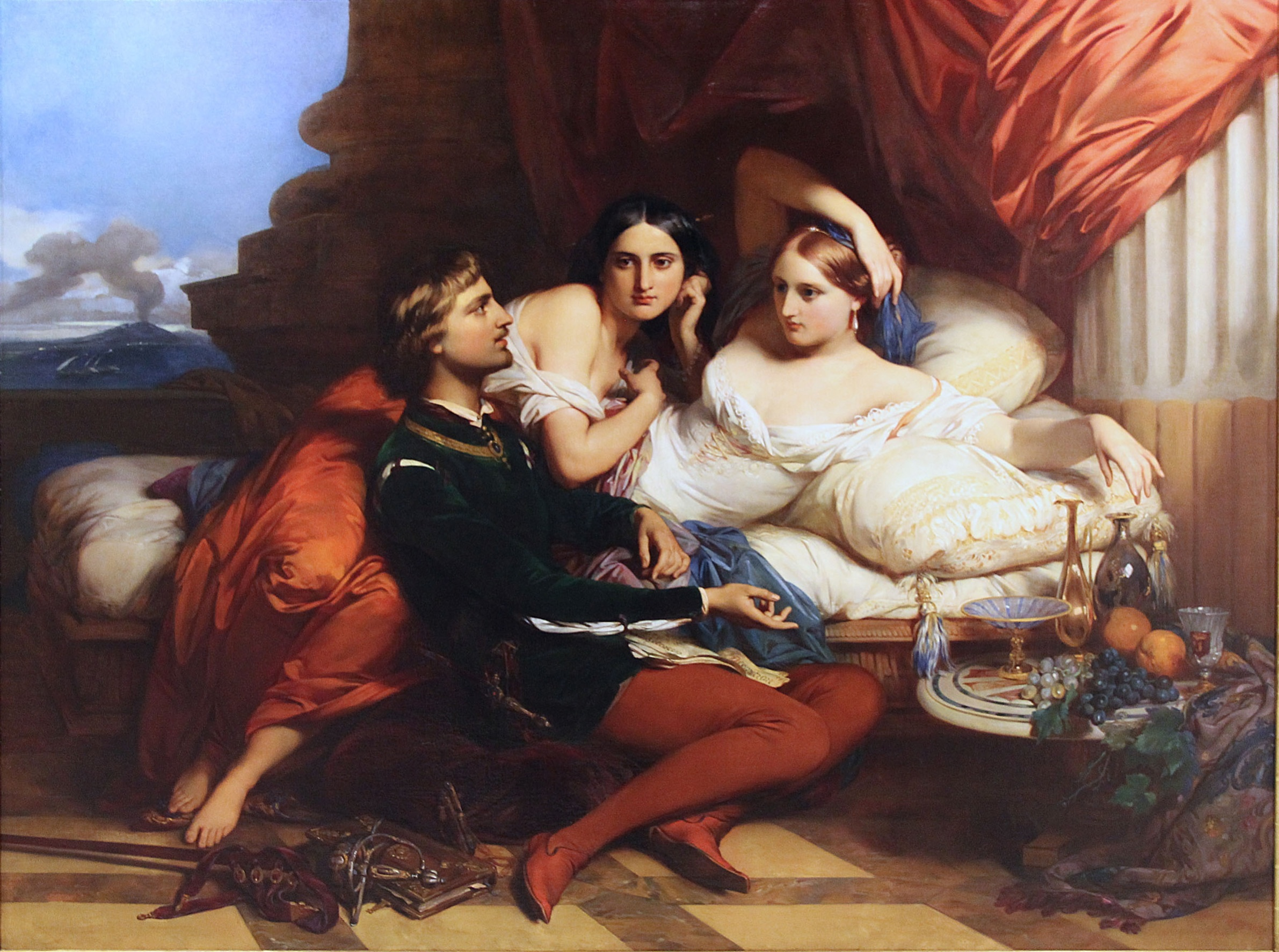
Gustave Wappers, Boccace lisant le Décaméron à la reine Jeanne de Naples, v.1849, Musées royaux des Beaux-Arts de Belgique.
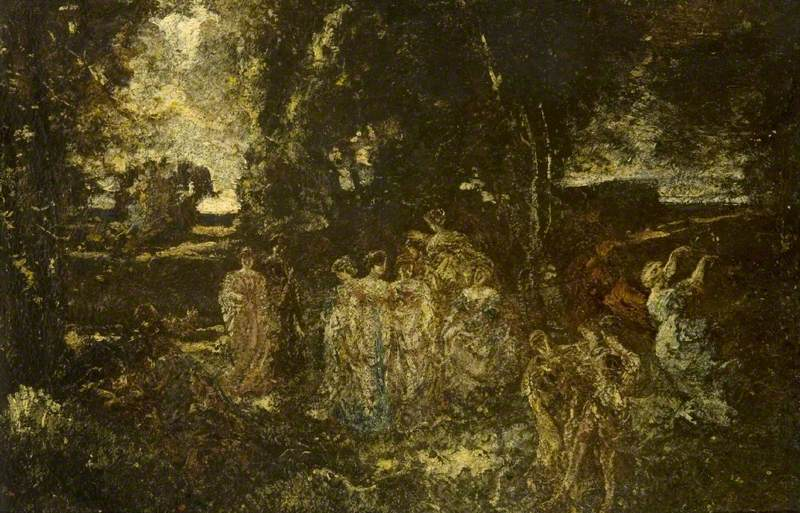
Adolphe Joseph Thomas Monticelli, Scène du Décaméron, v.1865, Burrell Collection.
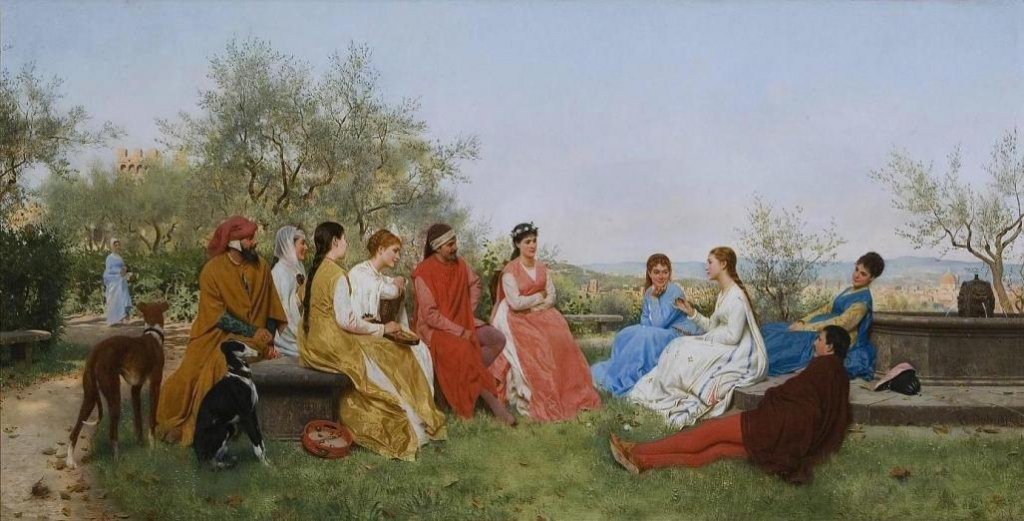
Raffaello Sorbi, Il Decamerone, 1876, collection privée.
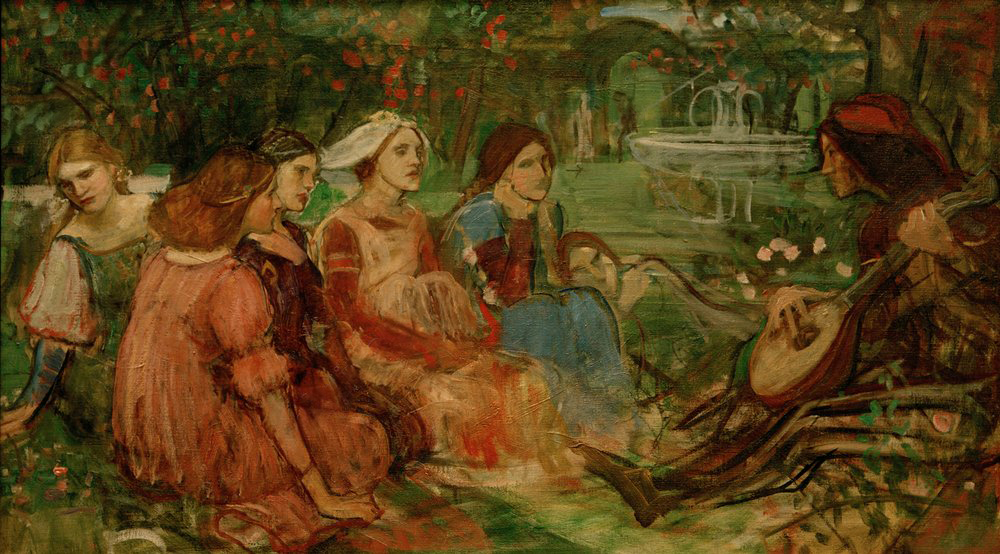
John William Waterhouse, Étude pour le Décaméron, v.1916, collection privée .

### Livres illustrés
De nombreuses éditions illustrées du Décaméron sont parues :

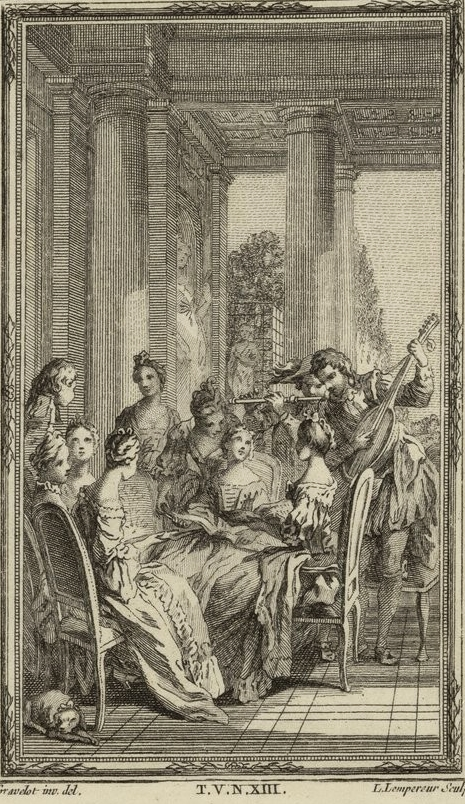
Hubert-François Gravelot, Dixième journée du Décaméron, v.1757.

- 1757-1761 : édition du Décaméron illustrée par Hubert-François Gravelot, François Boucher, Charles Eisen et Charles-Nicolas Cochin. C'est une des éditions illustrées du XVIIIe siècle les plus colossales du point de vue du nombre de planches qui la composent, plus de deux cents si l'on inclut les culs-de-lampe[14]. Cependant, malgré son envergure, le projet éditorial est assez peu documenté. Nous savons qu'il bénéficia de la permission tacite de Joseph d'Hemery, alors inspecteur de la Librairie et censeur royal[15]. Le frontispice ne mentionne pas l'éditeur, qui est probablement resté anonyme du fait de la tournure érotique du projet. En effet, en plus de la production officielle, vingt-six planches licencieuses étaient distribuées sous le manteau[15],[16].

- 1889 : Jacques Clément Wagrez, édition de la Libraire Artistique G. Boudet
- 1999 : Le Décaméron de Boccace illustré par l'auteur et les artistes de son temps, éditions Diane de Selliers, "La Collection", 1999, "La Petite Collection", 2010 et 2025. Le livre rassemble l'intégralité des 100 nouvelles et 500 illustrations du début de la Renaissance.